# Maniema
Maniema (Swahili: Jimbo la Maniema) er en af de 26 Provinser i Demokratiske Republik Congo.  Provinsens hovedstad er byen Kindu, og i 2020 blev provinsens befolkning anslået til 2.856.300.
Henry Morton Stanley udforskede området, kaldte det Manyema.:Vol.Two,96 

## Geografi
Maniema grænser op til provinserne Sankuru mod vest, Tshopo mod nord, Nord Kivu og Syd Kivu mod øst, og Lomami og Tanganyika mod syd.

## Administrativ inddeling
Maniema består af byen Kindu og syv  territorier: Punia, Pangi, Lubutu, Kibombo, Kasongo, Kailo og Kabambare.

## Økonomi
Minedrift er hovedindustrien i provinsen, og diamanter, kobber, guld og kobolt udvindes uden for Kindu.
Kailo Territory er hjemsted for åbne miner med  wolframit (en) og kassiterit (en) .